# Rosay (Jura)
Rosay ist eine französische Gemeinde im Département Jura in der Region Bourgogne-Franche-Comté. Sie gehört zum Arrondissement Lons-le-Saunier und zum Kanton Saint-Amour. 
Die Nachbargemeinden sind:
- Orbagna und Rotalier im Norden
- Augisey im Nordosten
- Cressia im Osten
- Loisia im Südosten
- Chevreaux im Süden
- Gizia im Westen
- Cuisia und Beaufort im Nordwesten

## Bevölkerungsentwicklung
| Jahr                       | 1962 | 1968 | 1975 | 1982 | 1990 | 1999 | 2006 | 2008 | 2017 |
| Einwohner                  | 182  | 157  | 121  | 105  | 114  | 139  | 132  | 130  | 125  |
| Quellen: Cassini und INSEE |      |      |      |      |      |      |      |      |      |

|  |  |  |